# メカニカルパズル
メカニカルパズル（英: mechanical puzzle）は、専用に作られた道具を使用するパズルの総称である。

## 歴史
紀元前5世紀頃のギリシアやフェニキアで、すでに「パズルの壷」が作られていたという。
紀元前3世紀頃のギリシアには「ストマッキオン」と呼ばれるシルエットパズルが存在していた。このパズルは正方形を14片に分割した物で課題の絵や図を作るものである。
インドからイランにかけての地域では、少なくとも17世紀以前には「パズル錠」が作られてきたとされている。
18世紀から19世紀にかけて、日本と中国で似たようなシルエットパズルが生まれている。日本では1742年に刊行された本の中に「清少納言知恵の板」に関する記述がある。中国では1813年にタングラムに関する本が刊行されている。タングラムはその後欧米にも広まっており、ドイツのリヒター社ではタングラムを含む各種シルエットパズルを「アンカーパズル」と名付けて製造・販売した。

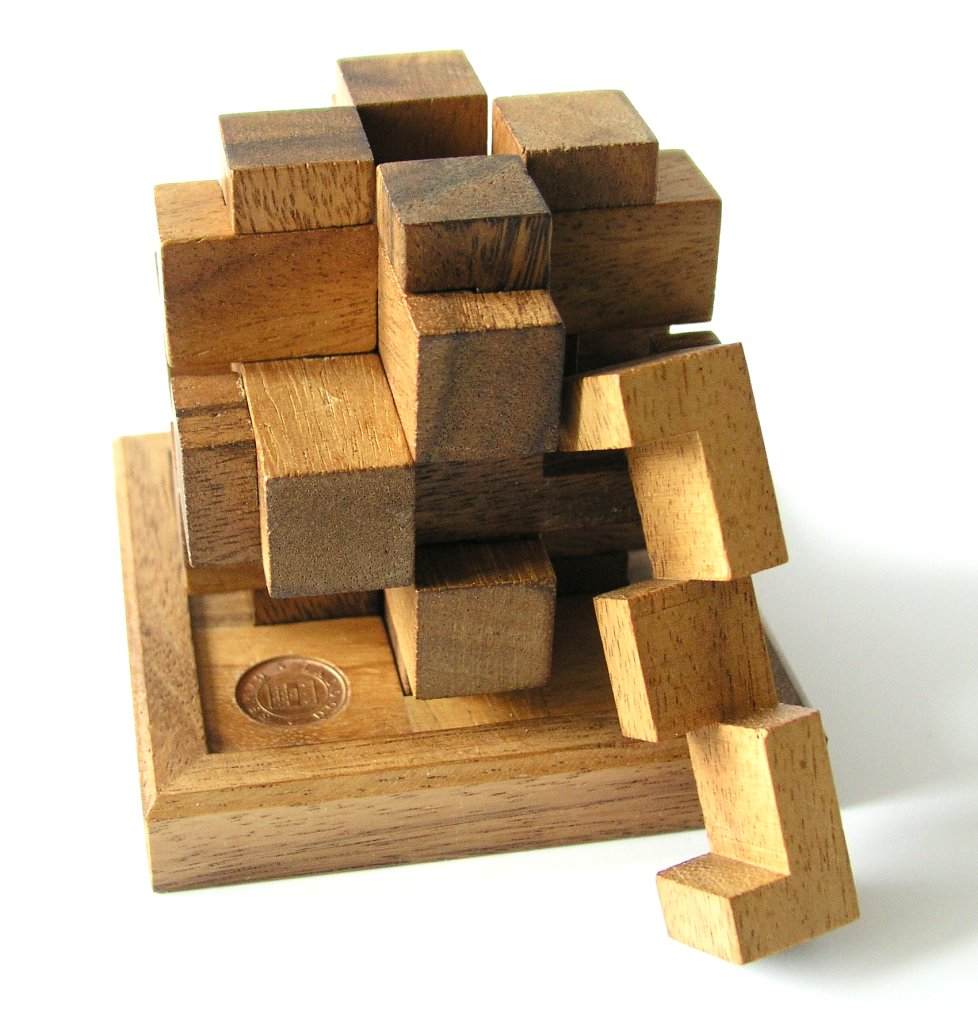
アルテクルーズ考案の組木パズル

1880年頃、アメリカで15パズルが誕生している。このパズルは、サム・ロイドの問題と共に広く知られている。
1893年に、ホフマン教授と名乗る人物が“Puzzles Old and New”という本を刊行している。この本には40種類の「開けるパズル」を含む多くのパズルが収録されている。この本は現在でもパズルを研究する人たちに大きな影響を与えている。
20世紀初頭にパズルは大きな流行となった。オランダの W.アルテクルーズは、1890年に同じ形の12個のピースを使用した組木で特許を取っている（右の写真）。これがパズルにおける最初の特許とされている。
加工の容易なプラスチックなどの普及により、メカニカルパズルの制作の幅は広がった。世界で最も有名なメカニカルパズルの一つであるルービックキューブもこのような素材がなければ作れなかった可能性がある。

## 分類

### 組合わせパズル

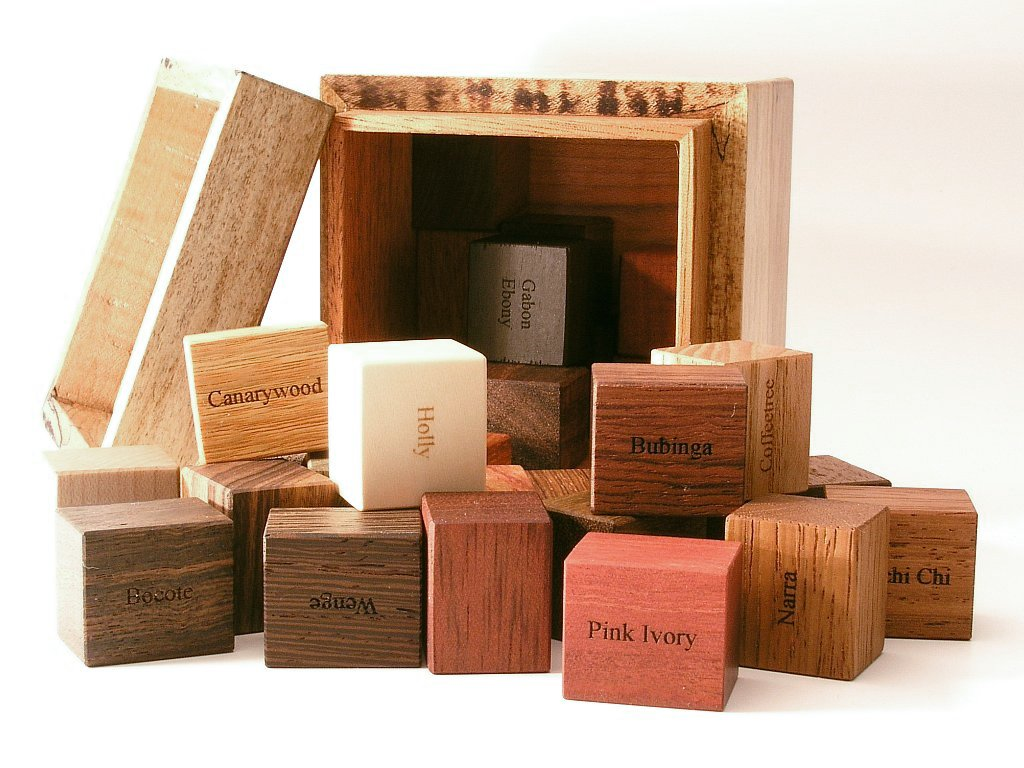
ホフマン・パズル

組合わせパズルに分類されるパズルは、いくつかの部品で構成されている。これらを利用して問題として提示された形などを作ることが目的となる。ペントミノやソーマキューブ・タングラムなどがここに分類される。他に、与えられた部品をすべて箱に詰めるパズルなどがある。
左の写真は「ホフマン・パズル」と呼ばれるパズルである。以下のような条件を満たす3辺 A,B,C を持つ27個の直方体を1辺が A+B+C の立方体の箱に詰めるのが目的である。
1. A, B, C はどれも等しくない
2. 最も短い辺は {\displaystyle (A+B+C)/4} より長い。

レーザー加工機などの工具により、木やアクリル樹脂を使用した2次元のパズルの中には複雑な物や装飾にこった物も多くなった。
コンピュータを設計に利用することも多い。コンピュータを使用すれば解の有無や個数は短時間で調べられるため、複雑で難しいパズルも作る事ができるようになる。
透明な素材も、新しいパズルの材料となっている。透明な部品の一部に何かを書き、それを重ねることで条件を満たすようにするパズルがある。

### 開けるパズル
開けるパズルは、閉じている箱を開けたりすることを目的とするパズルである。開けるために試行錯誤が必要な物が多い。

### 外して組むパズル

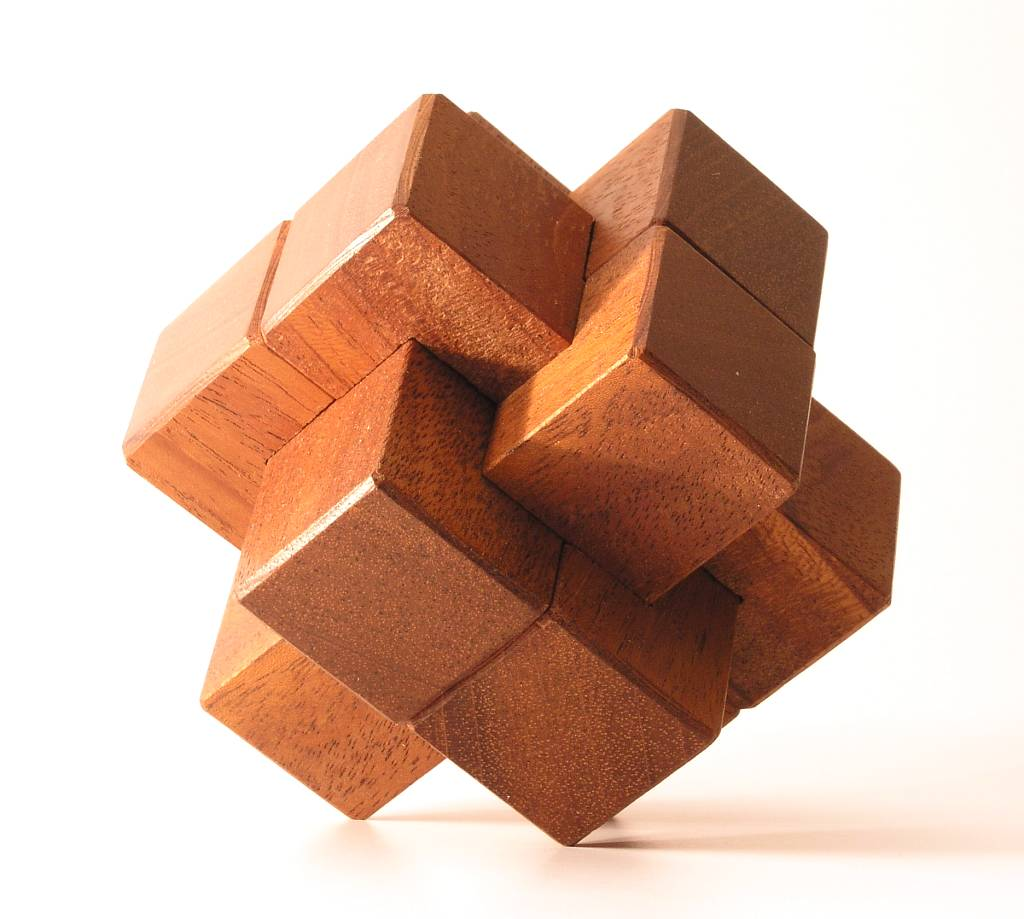
六本組木

外して組むパズルは、複数の部品が組合わさった状態で提示される。このパズルの目的は、組合わさった部品を一度バラバラにし、再度組み立てなおすことである。組木が代表的な例である。
組合せパズルとは違い、組んだ物の分解は容易ではないことが多い。
組木の難易度は、最初の1片が外れるまでにかかる手数で表される。ビル・カトラーはこれを「レベル」と呼んでいる。右の写真の組木もカトラーによるものであり、最初の1片が外れるまでに5手かかる「レベル5」の問題である。
この種のパズルの歴史は少なくとも18世紀にさかのぼるとされている。ドイツのベシュテルメイヤー社の1803年のカタログには2種類の組木が掲載されている。また、ホフマン教授の著書にも別の2種類のパズルが掲載されている。
19世紀初頭には、日本製の組木が市場を支配するようになる。ヨーロッパで一般的だった幾何学的な形の組木の他に、日本の製品は様々な物（動物・建造物など）をかたどった物が多かったのが理由の一つとされている。
コンピュータの助けを借りることにより、組み立てることが可能な組木のパターンが調べられている。カトラーは、1987年から1990年にかけて可能な組合せを解析し、全部で 35,657,131,235通りの問題があることを確認した。この解析は並列処理を行わず1台の機械で行っていたら62.5年かかる。
六本組木以外の解析も進んでおり、中には最初の部品を外すまでに100手以上かかるものも発見されている。この手数は部品を増やすことで容易に増やすことができる。
しかしコンピュータも万能ではない。現在解析に用いられているソフトウェアでは部品の回転を分析することができないので、回転を含む組木を設計する場合には手作業による解析が必要である。また、2003年以前には90度以外の角度を含む問題も解析することはできていなかった。
スチュワート・コフィンは、1960年代から菱形十二面体を利用したパズルを設計している。これらの部品は三角柱や六角柱を元にしているが、不規則な形の部品も多い。

### ほどくパズル

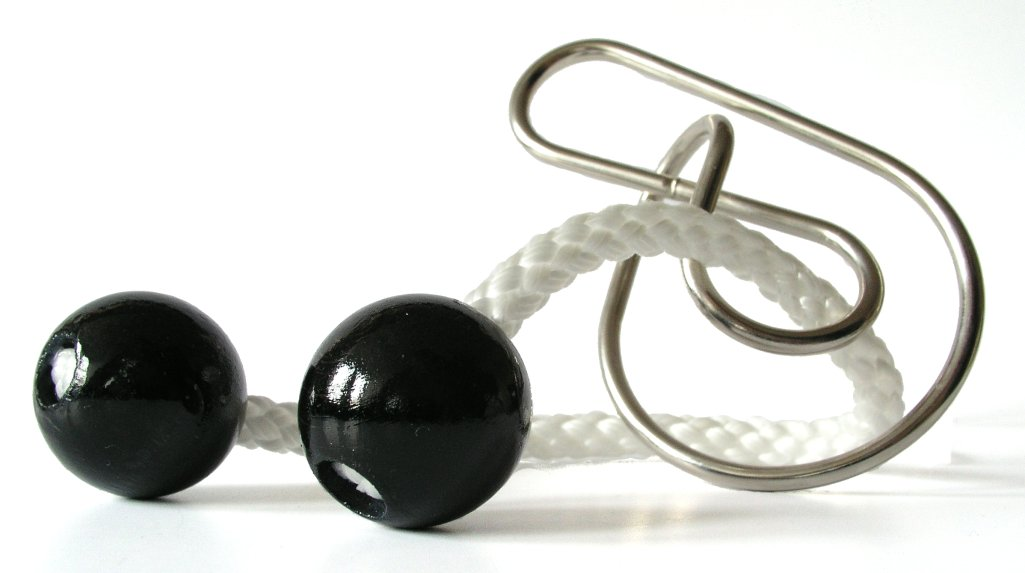
紐を外すパズル

ほどくパズルの目的は、絡まった針金などから特定の部品を外すことである。トポロジーの考えが重要になることがある。知恵の輪は代表的なものの一つである。
Vexier と呼ばれる知恵の輪は、2本の針金が絡まった状態となっていて、これを外すのが目的である。19世紀の終わりごろに人気が出ており、現在でも多くの種類の作品が手に入る。
チャイニーズリングも有名な知恵の輪の一つである。これは、複数の金属の輪の中にある長い金属の輪を取り出すことが目的である。解決にかかる手数は、輪の数から計算することが可能である。中世の騎士の中には、自分がいないときに妻たちが時間を潰せるようにチャイニーズリングを与えていた者もいる。

### 折りたたむパズル

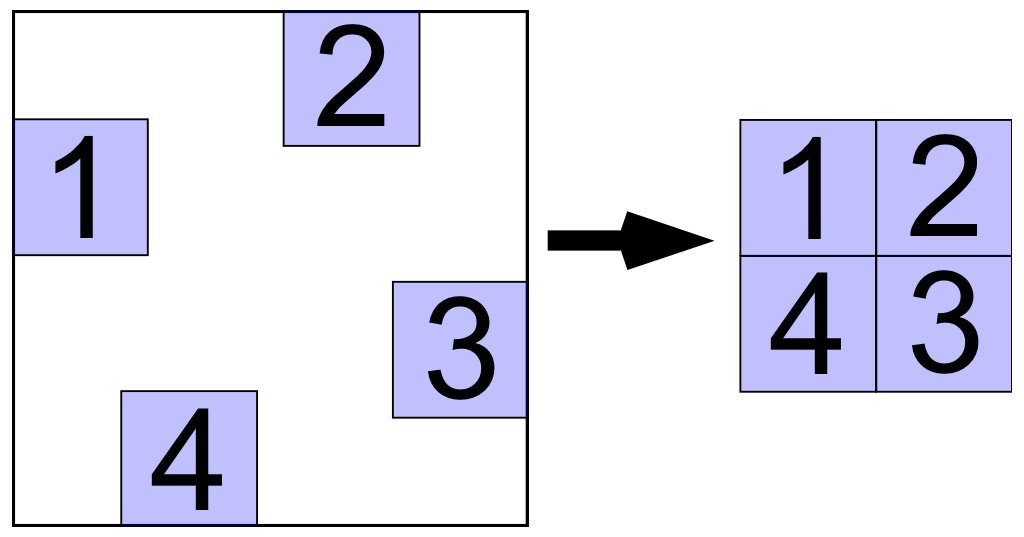
折りたたむパズル

折りたたむパズルは、文字や絵が書かれた紙などを折りたたんで目的を達成するパズルである。ルービックマジックが代表的である。
右の図は折りたたむパズルの例の一つである。左側のように数字が書かれた紙を折りたたんで右側のようにするのが目的である。
別のタイプの折りたたむパズルは、大きい地図などを使用する。たたまれた状態の紙を広げ、折り目通りにたたみ直すことが目的である。折り方がわかっていても元通りに折り直すのは難しい。

### パズル錠
パズル錠（トリックロックとも呼ばれる）は、錠前（多くは南京錠）の形状をしたパズルである。錠前を開ける事が目的であるが、普通の錠前とは違い鍵が付いておらず開けるための方法を探さなければならない。

### パズルの壷

パズルの壷

パズルの壷は「ひねくれた」入れ物である。この壷の中に入れた液体をこぼさずに飲むことが目的となる。この壷は古代のギリシアやフェニキアで既に使用されていたと言う記録がある。9世紀にトルコで発行された本の中に何種類ものパズルの壷の記録がある。その後18世紀の中国でも同種の壷が作られていた。
パズルの壷の典型的な例の1つが右の図にもある「パズルジョッキ」である。このジョッキは、上の方に穴があるため普通に傾けて飲もうとすると穴から液がこぼれ落ちる仕掛けになっている。このジョッキは持つ部分が管になっており、その管を上から吸う事でこぼさずに飲むことができる。ただし、管の上の方に穴があいているため、これを指でふさいでおかないといけない。

### 不可能物体

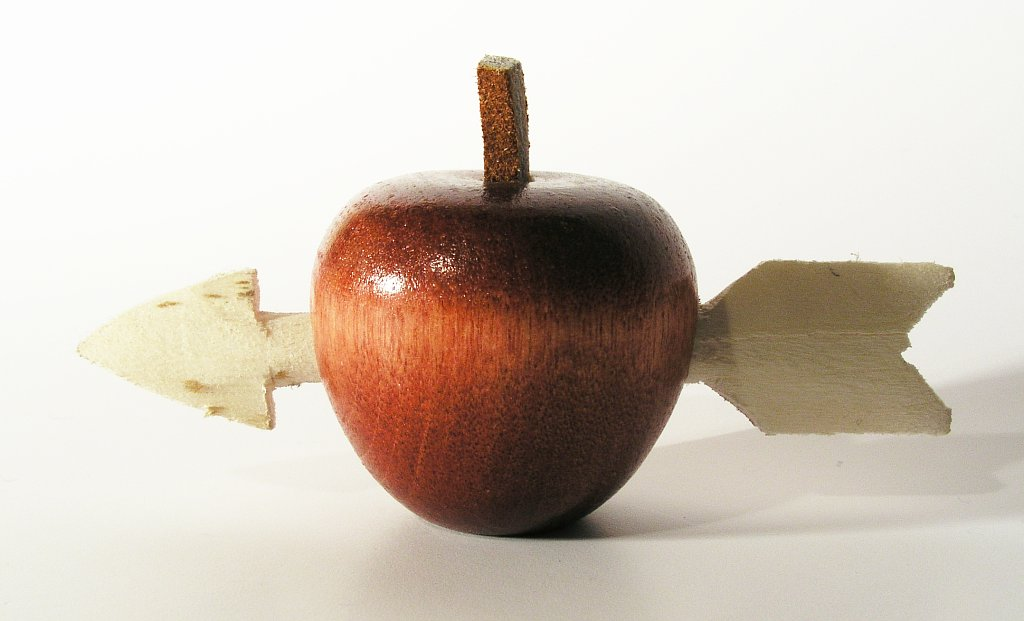
不可能物体の例

不可能物体とは、一目見ただけでは不可能に見える物である。代表的な例として、ボトルシップがあげられる。どのようにしてそれを作成したかを解き明かすこと、又は同様のものを作り出すことが目的となる。
他の代表的な例として、4方向のどこから見ても同じ形の継ぎ手（参照）や、ビンに刺さった矢などがある。
左の写真のリンゴと矢は、ビンに刺さった矢の応用である。リンゴにあいている穴は矢の鏃や矢羽よりも小さい。日本では、5円玉に矢を通した商品も販売されている。

### 手先のパズル

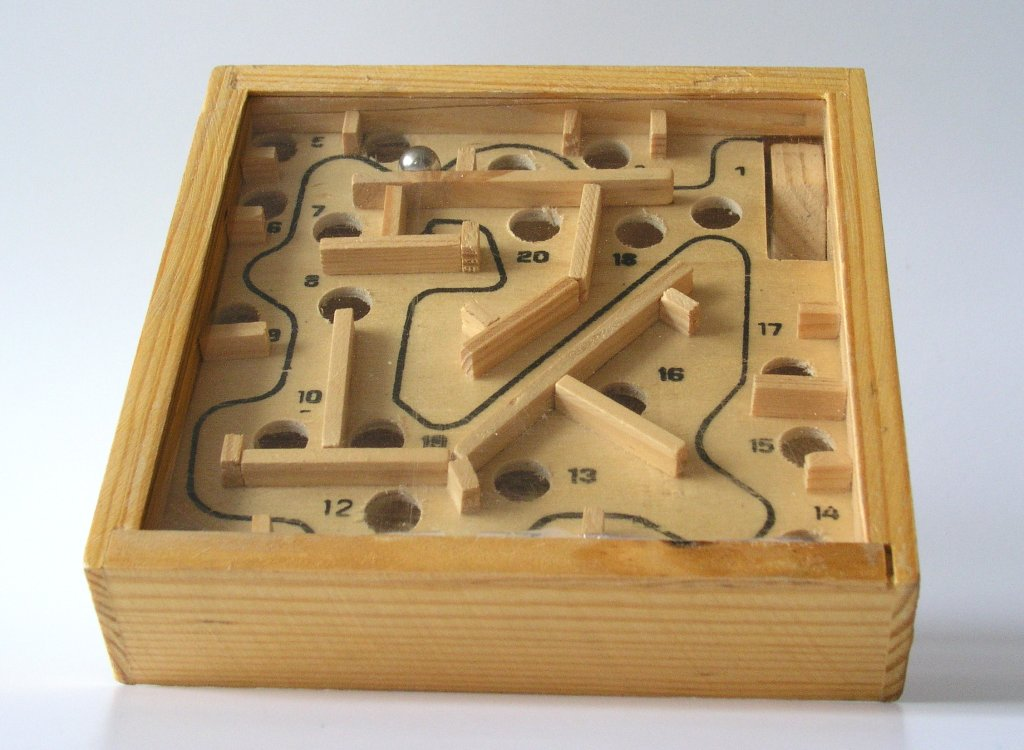
ボールを転がして迷路を抜けるパズル

手先のパズルは手先の器用さが重要になるパズルである。他の一般的なパズルとは違い、思考はあまり重要視されない事が多い。右の写真のような箱を傾けて中のものを動かすタイプのパズルが代表的である。他に、けん玉などもこの範疇のパズルとして扱うことがある。

### 一連の動きのパズル

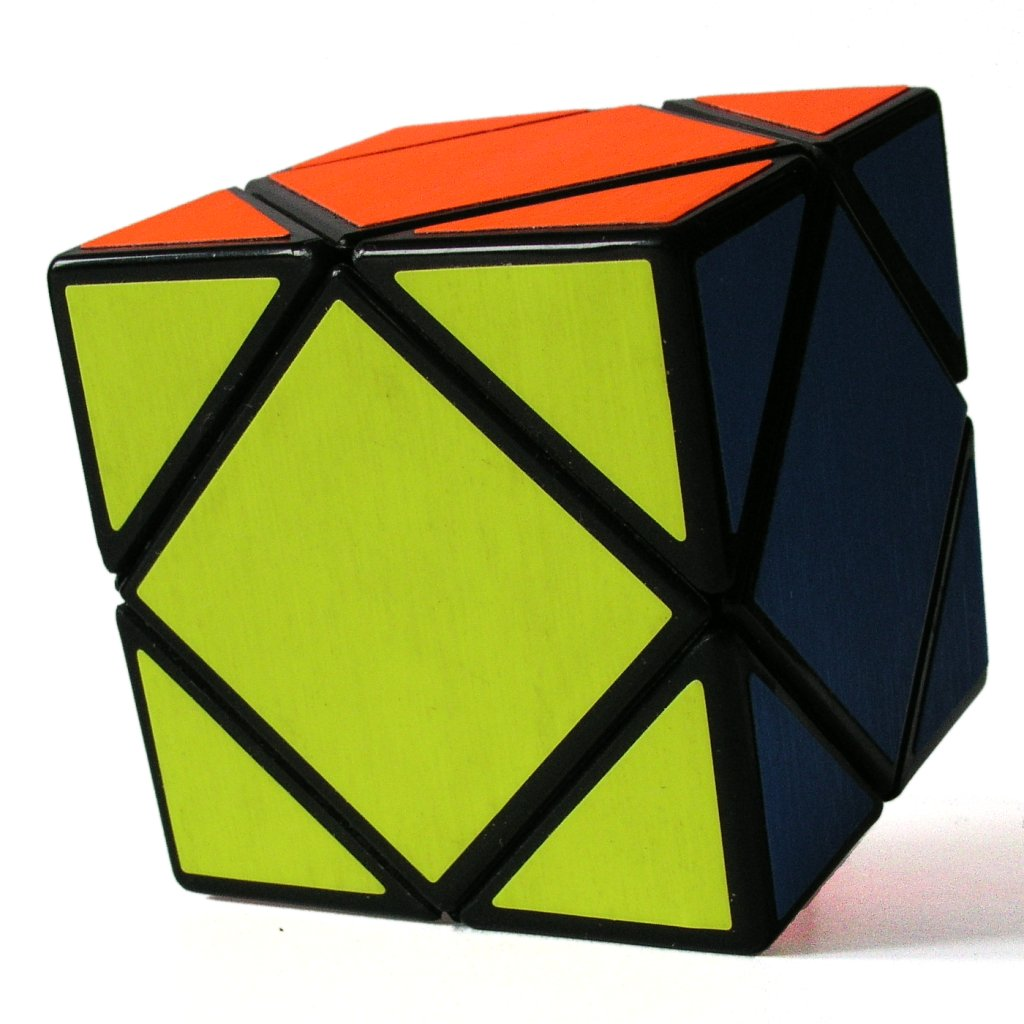
スキューブ

一連の動きのパズルは、パズルを目的の状態にするために規定の操作を繰り返すタイプのパズルである。ハノイの塔やルービックキューブが代表的な例である。15パズルに代表されるスライディングブロックパズルもここに含まれる。

## コレクション
世界最大のメカニカルパズルのコレクションは、イギリス人の個人的なコレクションだとされている。このコレクションは、100年間に少なくとも7人が収集に携わっており、その数は50000を越えている。この中には、19世紀末期から20世紀初頭に発売された古い作品も多く含まれている。
メカニカルパズルのコレクターとして広く知られた人物として、アメリカのジェリー・スローカム (Jerry Slocum) があげられる。2006年に彼のパズルを集めた「スローカム・コレクション」がインディアナ大学内に開設されている。スローカムはパズルの研究家でもあり、下に参考文献にあげたものを含め多くの著書がある。